# Sîtnîkî, Korsun-Șevcenkivskîi
Sîtnîkî (în ucraineană Ситники) este un sat în comuna Morînți din raionul Korsun-Șevcenkivskîi, regiunea Cerkasî, Ucraina.

## Demografie
Componența lingvistică a localității Sîtnîkî
     Ucraineană (97,06%)
     Rusă (2,41%)
Conform recensământului din 2001, majoritatea populației localității Sîtnîkî era vorbitoare de ucraineană (97,06%), existând în minoritate și vorbitori de rusă (2,41%).